# Halieutichthys intermedius
Halieutichthys intermedius är en nyupptäckt fiskart tillhörande familjen Ogcocephalidae. Vid en kontroll av några exemplar i museer som antogs tillhöra arten Halieutichthys aculeatus fastställdes att de i själva verket utgör tre olika arter. Den andra nybeskrivna arten är Halieutichthys bispinosus.
Medan de andra två arterna lever längs USA:s kustlinje från Louisiana till North Carolina förekommer Halieutichthys intermedius bara i Mexikanska golfen. Den lever från vattenytan till 400 meters djup. Beståndets storlek är inte klarlagt, men fisken anses vara sällsynt. I en studie där 100 000 fiskar blev fångade tillhörde bara tre fiskar Halieutichthys intermedius. Det befaras därför att arten blir ett av de första offren för oljeutsläppet efter Deepwater Horizons explosion.